# Rebecca Rhoda Couch
Rebecca Rhoda Couch (född Foster), född den 14 mars 1853 i Gillingham, Kent, död den 21 maj 1946 i Barming Heath, Kent, var en brittisk frälsningssoldat.
Rebecca Rhoda Couch var dotter till Richard T. Foster, skrivare på örlogsvarvet i Chatham. Hon var gift med Mark Couch, en militär inom brittiska ingenjörstrupperna och bodde med honom i New Brompton och Gillingham i Kent. 
Den 22 december 1881 publicerade Couch i Frälsningsarméns tidskrift The War Cry (Stridsropet) en sångtext med titeln "We have a message". Denna sång (med melodi av Ira David Sankey) har sedermera införlivats i Frälsningsarméns fasta sångrepertoar och är i svensk översättning representerad i Frälsningsarméns sångbok 1968 och Frälsningsarméns sångbok 1990.

## Sånger
- Jag har ett budskap, en hälsning från Jesus